# Scottish Premiership 2021-2022
La Scottish Premiership 2021-2022 è stata la nona edizione dell'omonima competizione dopo l'abolizione, il 7 luglio 2013, della Scottish Premier League, nonché la 125ª edizione della massima serie del campionato di calcio scozzese. La stagione è iniziata il 31 luglio 2021 ed è terminata il 15 maggio 2022. Il campionato è stato vinto dal Celtic, al suo cinquantaduesimo titolo.

## Stagione

### Novità
Dalla stagione precedente sono retrocesse Hamilton Academical, ultima classificata, e Kilmarnock, perdente ai play-out; dalla Scottish Championship 2020-2021 sono invece state promosse Hearts, prima classificata, e Dundee, vincitrice dei play-off.

### Formula
Le 12 squadre si affrontano in gironi di andata-ritorno-andata, per un totale di 33 giornate. Al termine le squadre sono divise in due gruppi di 6, in base alla classifica; ogni squadra affronta per la quarta volta le altre del gruppo, per un totale di 38 partite.

La squadra campione di Scozia si qualifica ai gironi della UEFA Champions League 2022-2023 nel posto lasciato libero dai campioni d'Europa.

La seconda classificata si qualifica al terzo turno di qualificazione della UEFA Champions League 2022-2023.

La terza classificata si qualifica ai play-off della UEFA Europa League 2022-2023

La quarta e la quinta classificate si qualificano, rispettivamente, per il terzo e secondo turno della UEFA Europa Conference League 2022-2023.

L'ultima classificata retrocede direttamente in Scottish Championship.

La penultima classificata gioca contro la vincitrice dei play-off della Scottish Championship per determinare chi giocherà in Scottish Premiership la stagione seguente.

### Avvenimenti
L'inizio del campionato vede una migliore partenza di Hibernian ed Hearts, che dopo quattro giornate conducono appaiati la classifica; dopo il pareggio a reti bianche nel derby di Edimburgo i Rangers si attestano in solitaria al primo posto, mantenuto fino alla 24ª giornata, quando avviene il sorpasso del Celtic che nel prosieguo del torneo consolida il primato con due vittorie nei derby e chiude la stagione regolare in vantaggio di sei punti sui Rangers.
Al penultimo turno della poule scudetto, il pareggio per 1-1 in casa del Dundee United assicura al Celtic la vittoria del campionato. La classifica finale vede il Celtic al primo posto con 93 punti, quattro in più rispetto ai Rangers. Dietro alle due squadre di Glasgow si piazzano Hearts, Dundee United e Motherwell. In coda retrocede da ultimo il Dundee, mentre il St. Johnstone rimane in Premiership vincendo lo spareggio contro l'Inverness.

## Squadre partecipanti
| Squadra       | Stagione  | Città      | Stadio             | Stagione precedente                                       |
| ------------- | --------- | ---------- | ------------------ | --------------------------------------------------------- |
| Aberdeen      | dettaglio | Aberdeen   | Pittodrie Stadium  | 4º posto in Scottish Premiership                          |
| Celtic        | dettaglio | Glasgow    | Celtic Park        | 2º posto in Scottish Premiership                          |
| Dundee        | dettaglio | Dundee     | Dens Park          | 2º posto in Scottish Championship, promosso dopo play-off |
| Dundee Utd    | dettaglio | Dundee     | Tannadice Park     | 9º posto in Scottish Premiership                          |
| Hearts        | dettaglio | Edimburgo  | Tynecastle Stadium | 1º posto in Scottish Championship, promosso               |
| Hibernian     | dettaglio | Edimburgo  | Easter Road        | 3º posto in Scottish Premiership                          |
| Livingston    | dettaglio | Livingston | Almondvale Stadium | 6º posto in Scottish Premiership                          |
| Motherwell    | dettaglio | Motherwell | Fir Park           | 8º posto in Scottish Premiership                          |
| Rangers       | dettaglio | Glasgow    | Ibrox Stadium      | 1º posto in Scottish Premiership                          |
| Ross County   | dettaglio | Dingwall   | Victoria Park      | 10º posto in Scottish Premiership                         |
| St. Johnstone | dettaglio | Perth      | McDiarmid Park     | 5º posto in Scottish Premiership                          |
| St. Mirren    | dettaglio | Paisley    | St. Mirren Park    | 7º posto in Scottish Premiership                          |

## Allenatori e primatisti
| Squadra       | Allenatore                                                      | Calciatore più presente               | Cannoniere               |
| ------------- | --------------------------------------------------------------- | ------------------------------------- | ------------------------ |
| Aberdeen      | Stephen Glass (1ª-27ª) Jim Goodwin (28ª-38ª)                    | Lewis Ferguson Christian Ramirez (36) | Lewis Ferguson (11)      |
| Celtic        | Ange Postecoglou                                                | Liel Abada (36)                       | Giōrgos Giakoumakīs (13) |
| Dundee        | James McPake (1ª-27ª) Mark McGhee (28ª-38ª)                     | Paul McMullan (36)                    | Danny Mullen (7)         |
| Dundee Utd    | Tam Courts                                                      | Nicky Clark (37)                      | Nicky Clark (8)          |
| Hearts        | Robbie Neilson                                                  | Stephen Kingsley Barrie McKay (33)    | Liam Boyce (10)          |
| Hibernian     | Jack Ross (1ª-17ª) Shaun Maloney (18ª-33ª) David Gray (33ª-38ª) | Jake Doyle-Hayes Josh Doig (34)       | Kevin Nisbet (5)         |
| Livingston    | David Martindale                                                | Gary Maley (38)                       | Bruce Anderson (11)      |
| Motherwell    | Graham Alexander                                                | Liam Kelly (38)                       | Kevin van Veen (9)       |
| Rangers       | Steven Gerrard (1ª-13ª) Giovanni van Bronckhorst (14ª-38ª)      | Connor Goldson (36)                   | Alfredo Morelos (11)     |
| Ross County   | Malky Mackay                                                    | Jordan White (38)                     | Regan Charles-Cook (13)  |
| St. Johnstone | Callum Davidson                                                 | Jamie McCart (38)                     | Callum Hendry (9)        |
| St. Mirren    | Jim Goodwin (1ª-26ª) Stephen Robinson (27ª-38ª)                 | Marcus Fraser Joe Shaughnessy (36)    | Eamonn Brophy (7)        |

## Stagione regolare

### Classifica finale
|  | Pos. | Squadra       | Pt | G  | V  | N  | P  | GF | GS | DR  |
|  | ---- | ------------- | -- | -- | -- | -- | -- | -- | -- | --- |
|  | 1.   | Celtic        | 82 | 33 | 26 | 4  | 3  | 78 | 19 | +59 |
|  | 2.   | Rangers       | 76 | 33 | 23 | 7  | 3  | 67 | 27 | +40 |
|  | 3.   | Hearts        | 57 | 33 | 16 | 9  | 8  | 48 | 33 | +15 |
|  | 4.   | Dundee Utd    | 41 | 33 | 10 | 11 | 12 | 31 | 37 | -6  |
|  | 5.   | Ross County   | 40 | 33 | 10 | 10 | 13 | 45 | 52 | -7  |
|  | 6.   | Motherwell    | 40 | 33 | 10 | 10 | 13 | 38 | 50 | -12 |
|  | 7.   | Hibernian     | 38 | 33 | 9  | 11 | 13 | 31 | 37 | -6  |
|  | 8.   | Livingston    | 38 | 33 | 10 | 8  | 15 | 35 | 43 | -8  |
|  | 9.   | Aberdeen      | 36 | 33 | 9  | 9  | 15 | 38 | 42 | -4  |
|  | 10.  | St. Mirren    | 36 | 33 | 8  | 12 | 13 | 30 | 50 | -20 |
|  | 11.  | St. Johnstone | 30 | 33 | 7  | 9  | 17 | 21 | 44 | -23 |
|  | 12.  | Dundee        | 25 | 33 | 5  | 10 | 18 | 29 | 57 | -28 |

Legenda:

      Ammesse alla Poule scudetto

      Ammesse alla Poule salvezza
Regolamento:

Tre punti a vittoria, uno a pareggio, zero a sconfitta.

### Risultati

#### Tabellone
|               | Abe     | Cel     | Dun     | DUt     | Hea     | Hib     | Liv     | Mot     | Ran     | Ros     | StJ     | StM     |
| ------------- | ------- | ------- | ------- | ------- | ------- | ------- | ------- | ------- | ------- | ------- | ------- | ------- |
| Aberdeen      | ––––    | 1-2 2-3 | 2-1     | 2-0 1-1 | 2-1     | 1-0 3-1 | 2-0     | 0-2     | 1-1     | 1-1 0-1 | 0-1 1-1 | 4-1     |
| Celtic        | 2-1     | ––––    | 6-0 3-2 | 1-1 1-0 | 1-0     | 2-0     | 0-0     | 1-0     | 3-0     | 3-0 4-0 | 2-0 7-0 | 6-0 2-0 |
| Dundee        | 2-1 2-2 | 2-4     | ––––    | 0-0     | 0-1     | 2-2 0-0 | 0-0 0-4 | 3-0     | 0-1 1-2 | 0-5 1-2 | 1-0     | 2-2 0-1 |
| Dundee Utd    | 1-0     | 0-3     | 1-0 2-2 | ––––    | 0-2 2-2 | 1-3     | 0-1     | 2-1 2-0 | 1-0 1-1 | 1-0 2-1 | 0-1     | 1-2     |
| Hearts        | 1-1 2-0 | 2-1 1-2 | 1-1 1-2 | 5-2     | ––––    | 0-0 3-1 | 3-0 2-0 | 2-0     | 0-2     | 2-1     | 2-0     | 2-0     |
| Hibernian     | 1-0     | 1-3 0-0 | 1-0     | 0-3 1-1 | 0-0     | ––––    | 2-0 2-3 | 1-1     | 0-1     | 3-0 2-0 | 1-0 0-0 | 2-2 0-1 |
| Livingston    | 1-2 2-1 | 1-0 1-3 | 2-0     | 1-1 2-1 | 0-1     | 1-0     | ––––    | 1-2 2-2 | 1-3     | 1-1     | 1-2     | 0-1 1-1 |
| Motherwell    | 2-0 1-1 | 0-2 0-4 | 1-0 1-1 | 1-0     | 2-0     | 2-3 0-0 | 2-1     | ––––    | 1-6     | 2-1 0-1 | 2-0     | 2-2 4-2 |
| Rangers       | 2-2 1-0 | 1-0 1-2 | 3-0     | 1-0     | 1-1 5-0 | 2-1 2-0 | 3-0 1-0 | 1-1 2-2 | ––––    | 4-2     | 2-0     | 2-0     |
| Ross County   | 1-1     | 1-2     | 3-2     | 1-1     | 2-2 1-1 | 1-0     | 2-3 1-1 | 3-1     | 2-4 3-3 | ––––    | 0-0 3-1 | 2-3 1-0 |
| St. Johnstone | 0-1     | 1-3     | 3-1 0-0 | 0-1 0-0 | 1-1 2-1 | 1-2     | 0-3 1-0 | 1-1 2-1 | 1-2 0-1 | 1-2     | ––––    | 0-0     |
| St. Mirren    | 3-2 1-0 | 0-0     | 0-1     | 0-0 1-2 | 1-2 0-2 | 1-1     | 1-1     | 1-1     | 1-2 0-4 | 0-0     | 0-0 2-1 | -       |

## Poule scudetto e salvezza

### Classifica finale
|       | Pos. | Squadra       | Pt | G  | V  | N  | P  | GF | GS | DR  |
| ----- | ---- | ------------- | -- | -- | -- | -- | -- | -- | -- | --- |
| [ 3 ] | 1.   | Celtic        | 93 | 38 | 29 | 6  | 3  | 92 | 22 | +70 |
|       | 2.   | Rangers       | 89 | 38 | 27 | 8  | 3  | 80 | 31 | +49 |
|       | 3.   | Hearts        | 61 | 38 | 17 | 10 | 11 | 54 | 44 | +10 |
|       | 4.   | Dundee Utd    | 48 | 38 | 12 | 12 | 14 | 37 | 44 | -7  |
|       | 5.   | Motherwell    | 46 | 38 | 12 | 10 | 16 | 42 | 61 | -19 |
|       | 6.   | Ross County   | 41 | 38 | 10 | 11 | 17 | 47 | 61 | -14 |
|       |      |               |    |    |    |    |    |    |    |     |
|       | 7.   | Livingston    | 49 | 38 | 13 | 10 | 15 | 41 | 46 | -5  |
|       | 8.   | Hibernian     | 45 | 38 | 11 | 12 | 15 | 38 | 42 | -4  |
|       | 9.   | St. Mirren    | 44 | 38 | 10 | 14 | 14 | 33 | 51 | -18 |
|       | 10.  | Aberdeen      | 41 | 38 | 10 | 11 | 17 | 41 | 46 | -5  |
|       | 11.  | St. Johnstone | 35 | 38 | 8  | 11 | 19 | 24 | 51 | -27 |
|       | 12.  | Dundee        | 29 | 38 | 6  | 11 | 21 | 34 | 64 | -30 |

Legenda:
      Campione di Scozia e ammessa alla UEFA Champions League 2022-2023
      Ammessa alla UEFA Champions League 2022-2023
      Ammessa alla UEFA Europa League 2022-2023
      Ammesse alla UEFA Europa Conference League 2022-2023
 Ammessa ai Play-out
      Retrocessa in Scottish Championship 2022-2023
Regolamento:
Tre punti a vittoria, uno a pareggio, zero a sconfitta.

### Risultati poule scudetto
|             | Cel  | DuU  | Hea  | Mot  | Ran    | Ros  |
| ----------- | ---- | ---- | ---- | ---- | ------ | ---- |
| Celtic      | –––– |      | 4-1  | 6-0  | 1-1    |      |
| Dundee Utd  | 1-1  | –––– | 2-3  | 1-0  |        |      |
| Hearts      |      |      | –––– |      | 1-3    | 0-0  |
| Motherwell  |      |      | 2-1  | –––– | 1-3    |      |
| Rangers     |      | 2-0  |      |      | ––––\| | 4-1  |
| Ross County | 0-2  | 1-2  |      | 0-1  |        | –––– |

### Risultati poule salvezza
|               | Abe  | Dun  | Hib  | Liv  | StJ  | StM  |
| ------------- | ---- | ---- | ---- | ---- | ---- | ---- |
| Aberdeen      | –––– | 1-0  |      | 1-2  |      | 0-0  |
| Dundee        |      | –––– | 3-1  |      | 1-1  |      |
| Hibernian     | 1-1  |      | –––– |      | 4-0  |      |
| Livingston    |      | 2-1  | 1-0  | –––– | 1-1  |      |
| St. Johnstone | 1-0  |      |      |      | –––– | 0-1  |
| St. Mirren    |      | 2-0  | 0-1  | 0-0  |      | –––– |

## Play-out
|               | Risultati |               | Luogo e data              |
| ------------- | --------- | ------------- | ------------------------- |
| Inverness     | 2 – 2     | St. Johnstone | Inverness, 20 maggio 2022 |
| St. Johnstone | 4 – 0     | Inverness     | Perth, 23 maggio 2022     |
|               |           |               |                           |

### Andata
| Arbitro: | Bobby Madden (East Kilbride) |

|                  |           |                         |
| McAlear 73’, 80’ | Marcatori | 18’ Rooney 24’ Hallberg |

### Ritorno
| Arbitro: | Nick Walsh (Derry) |

|                                              |           |  |
| May 46’ MacPherson 53’ Hendry 88’ Rooney 90’ | Marcatori |  |

## Statistiche

### Squadre

#### Capoliste solitarie
|    | —— | —— | —— | ——      | ——      | ——      | ——      | ——      | ——      | ——      | ——      | ——      | ——      | ——      | ——      | ——      | ——      | ——      | ——      | ——      | ——      | ——      | ——     | ——     | ——     | ——     | ——     | ——     | ——     | ——     | ——     | ——     | ——     | ——     | ——     | ——     | ——     | —— |  |
|    |    |    |    | Rangers | Rangers | Rangers | Rangers | Rangers | Rangers | Rangers | Rangers | Rangers | Rangers | Rangers | Rangers | Rangers | Rangers | Rangers | Rangers | Rangers | Rangers | Rangers | Celtic | Celtic | Celtic | Celtic | Celtic | Celtic | Celtic | Celtic | Celtic | Celtic | Celtic | Celtic | Celtic | Celtic | Celtic |    |  |
|    |    |    |    |         |         |         |         |         |         |         |         |         |         |         |         |         |         |         |         |         |         |         |        |        |        |        |        |        |        |        |        |        |        |        |        |        |        |    |  |
|    |    |    |    |         |         |         |         |         |         |         |         |         |         |         |         |         |         |         |         |         |         |         |        |        |        |        |        |        |        |        |        |        |        |        |        |        |        |    |  |
| 1ª | 2ª | 3ª | 4ª | 5ª      | 6ª      | 7ª      | 8ª      | 9ª      | 10ª     | 11ª     | 12ª     | 13ª     | 14ª     | 15ª     | 16ª     | 17ª     | 18ª     | 19ª     | 20ª     | 21ª     | 22ª     | 23ª     | 24ª    | 25ª    | 26ª    | 27ª    | 28ª    | 29ª    | 30ª    | 31ª    | 32ª    | 33ª    | 34ª    | 35ª    | 36ª    | 37ª    | 38ª    |    |  |

#### Primati stagionali
Squadre
- Maggior numero di vittorie: Celtic (29)
- Minor numero di sconfitte: Celtic e Rangers (3)
- Miglior attacco: Celtic (92 gol fatti)
- Miglior difesa: Celtic (22 gol subiti)
- Miglior differenza reti: Celtic (+70)
- Maggior numero di pareggi: St. Mirren (14)
- Minor numero di pareggi: Celtic (6)
- Maggior numero di sconfitte: Dundee (21)
- Minor numero di vittorie: Dundee (6)
- Peggior attacco: St. Johnstone (24 gol fatti)
- Peggior difesa: Dundee (64 gol subiti)
- Peggior differenza reti: Dundee (-30)
- Miglior serie positiva: Celtic (32, 7ª-38ª giornata)
- Peggior serie negativa: Motherwell (11, 21ª-31ª giornata)

### Individuali

#### Classifica marcatori
| Gol |  |  | Giocatore           | Squadra     |
| --- |  |  | ------------------- | ----------- |
| 13  |  |  | Regan Charles-Cook  | Ross County |
| 13  |  |  | Giōrgos Giakoumakīs | Celtic      |
| 12  |  |  | Kyogo Furuhashi     | Celtic      |
| 11  |  |  | Bruce Anderson      | Livingston  |
| 11  |  |  | Alfredo Morelos     | Rangers     |
| 11  |  |  | Lewis Ferguson      | Aberdeen    |
| 10  |  |  | Christian Ramirez   | Aberdeen    |
| 10  |  |  | Tony Watt           | Motherwell  |
| 10  |  |  | Liel Abada          | Celtic      |
| 10  |  |  | Kemar Roofe         | Rangers     |
| 10  |  |  | Jota                | Celtic      |
| 10  |  |  | Liam Boyce          | Hearts      |
| 9   |  |  | Kevin van Veen      | Motherwell  |
| 9   |  |  | Fashion Sakala      | Rangers     |
| 9   |  |  | James Tavernier     | Rangers     |